# Finidi George
Finidi George és un exfutbolista professional nigerià dels anys 90.
Va néixer el 15 d'abril de 1971 a Port Harcourt. Jugava d'extrem i destacà a clubs europeus com l'Àjax, el Reial Betis i el Reial Mallorca. També fou 62 cops internacional amb la selecció de futbol de Nigèria.

## Trajectòria esportiva
- Sharks Port Harcourt: 1991-1992
- Calabar Rovers: 1992-1993
- AFC Ajax: 1993-1996
- Reial Betis: 1996-2000
- Reial Mallorca: 2000-2001
- Ipswich Town: 2001-2003
- Reial Mallorca: 2003-2004